# Медаль «За трудовое отличие» (Казахстан)
Медаль «За трудовое отличие» (каз. Ерен еңбегі үшін) — государственная награда Республики Казахстан, учреждённая на основании Закона Республики Казахстан «О государственных наградах Республики Казахстан» от 12 декабря 1995 года за № 2676.

## Положение о медали
Медалью награждаются граждане за трудовые достижения в экономике, социальной сфере, науке, культуре и в государственной службе.
Медаль изготовлена на Казахстанском монетном дворе в Усть-Каменогорске.

## Галерея

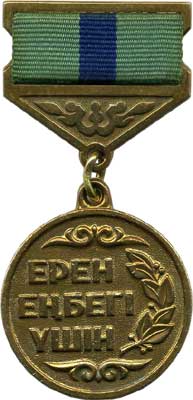
Медаль 1 типа
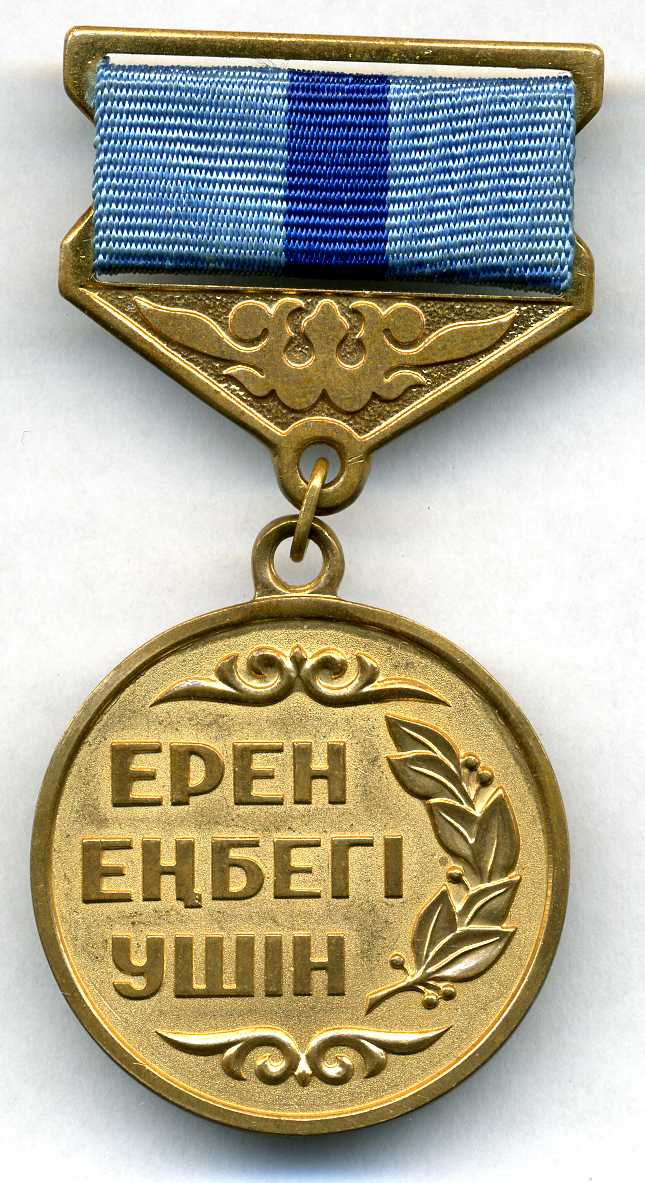
Медаль 1 типа с орфографической ошибкой